# Phyllodactylus paralepis
Phyllodactylus paralepis es una especie de gecos de la familia Phyllodactylidae.

## Distribución geográfica
Es endémica de Guanaja, en las islas de la Bahía (Honduras).

## Estado de conservación
Se encuentra amenazada por la pérdida de su hábitat natural.